# Mandy Dirkzwager
Mandy Dirkzwager (verheiratete Ryding; * 27. September 1990) ist eine ehemalige niederländische Skirennläuferin.

## Karriere
Dirkzwanger gab ihr internationales Renndebüt am 19. Dezember 2005 bei einem FIS-Slalom in Saint-Luc VS. Ihr erstes internationales Großereignis bestritt sie wenige Monate später bei den Juniorenweltmeisterschaften 2006 in Québec, wobei sie sowohl im Riesenslalom als auch im Slalom ausschied.
In den darauffolgenden Jahren startete Dirkzwager, abgesehen von internationalen Großereignissen, hauptsächlich bei FIS bzw. Citizenrennen sowie diversen nationalen Meisterschaften in Europa.
Am 28. Dezember 2011 startete Dirkzwanger in Lienz zum ersten und einzigen Mal bei einem Weltcuprennen, wobei sie die Qualifikation für den zweiten Durchgang verpasste.
2013 konnte sich Dirkzwager für die Weltmeisterschaften in Schladming qualifizieren, wobei sie mit Rang 59 im Riesenslalom ihre beste Platzierung erreichte. Zu Beginn des Winters 2013/14 erreichte Dirkzwager beim Australian New Zealand Cup ihre ersten Podestplätze auf kontinentaler Ebene.
Ihr letztes internationales Rennen bestritt sie am 9. Januar 2014. Kurz darauf beendete sie ihre aktive Karriere. Grund dafür waren einerseits der Verlust des Kaderstatus, andererseits eine schwere Erkrankung ihrer Mutter.

## Privates
Dirkzwager ist mit dem britischen Skirennläufer Dave Ryding verheiratet. Im Juli 2022 wurden die beiden Eltern einer Tochter.

## Erfolge

### Weltmeisterschaften
- Schladming 2013: 57. Slalom, DNF Riesenslalom

### Juniorenweltmeisterschaften
- Québec 2006: DNF Slalom, DNS Riesenslalom
- Formigal 2008: 59. Riesenslalom, DNF Slalom

### Australian New Zealand Cup
- 2 Podestplätze

### Universiade
- Erzurum 2011: 33. Riesenslalom, DNF Slalom
- Trentino 2013: DNF Riesenslalom, DNF Slalom

### Europäisches Olympisches Winter-Jugendfestival
- Jaca 2007: 47. Slalom, DNF Riesenslalom

### Weitere Erfolge
- 5 Podestplätze bei FIS-Rennen
- Niederländische Meisterin im Riesenslalom (2013)[5]